# Vasatiden
Vasatiden är den tid i svensk historia då Vasaätten besatt Sveriges tron. Perioden började 1523 med Gustav Vasa, och slutade när drottning Kristina abdikerade 1654. Den föregås av unionstiden (även kallad yngre medeltiden) (1389–1521). Perioden brukar delas in i äldre (1521–1611) och yngre vasatiden (1611–1654). 
Vasatiden kan ses som en period då Sverige konsoliderade till en suverän stat, då inflytandet från Danmark dessförinnan – under Kalmarunionen – hade varit stort. Dessutom samlades makten hos kungen. Vasatiden är ett annat ord för Gustav Vasas maktövertagande. 
Bland annat kännetecknas tiden av att Gustav Vasa stängde kloster och reformerade kyrkan.
Mycket av det som byggdes under tiden är ombyggnationer av medeltida byggnader, såsom Örebro slott, Kalmar slott, Västerås slott, Läckö slott och Nyköpings slott.
Under perioden började konsten användas som ett politiskt verktyg.

## Äldre vasatiden
Äldre vasatiden är i svensk historiografi perioden 1521–1611 då Gustav Vasa och hans söner Erik XIV, Johan III och Karl IX samt Johan III:s son Sigismund var svenska regenter.

## Yngre vasatiden
Yngre vasatiden är i Sveriges historia benämningen på perioden 1611–1654, då Gustav II Adolf och dennes dotter Kristina var Sveriges regenter.